# Злочиначки умови: Понашање осумњиченог
Злочиначки умови: Понашање осумњиченог (енгл. Criminal Minds: Suspect Behavior) је америчка полицијска процедурална драма са Форестом Витакером и Џенин Гарофало у главним улогама која се емитује на CBS-у. Серија је дебитовала 16. фебруара 2011. године као огранак серије Злочиначки умови, емитоване на истој мрежи, и друга је серија у франшизи Злочиначки умови. Екипа за профилисање овог издања је такође радила за Јединицу за анализу понашања (ЈАП) Федералног бироа за истраге у Квантику у Вирџинији. Серија се усредсређује на малу екипу за брзо реаговање под називом „Црвена ћелија“ који извештава директора ФБИ-ја. У епизоди Злочиначких умова „Борба“ из априла 2010. године, током пете сезоне серије, оригинална екипа је упознала нову екипу и сарађивала са њима како би пронашла серијског убицу из Сан Франциска, а епизода је послужила као пробна епизода нове серије.
Као и матична серија, CBS је поседовао основна америчка права, док је ABC поседовао међународна права. Серија је премијерно приказана 16. фебруара 2011. године и попунила је термин у среду у 22:00, емитујући се након серије Злочиначки умови.
Због ниске гледаности, CBS је отказао серију 17. маја 2011. године и емитовао њену последњу епизоду 25. маја 2011. године. Дана 6. септембра 2011. године, CBS је објавио комплетну серију као сет од четири диска, упакован као „DVD издање“. Постоје бројни специјални садржаји и коментари за две епизоде са глумцима и екипом. Комплет укључује пробну епизоду из пете сезоне изворне серије. Серија се такође репризира на Ion Television као део њиховог постојећег споразума о емитовању серије Злочиначки умови.

## Позадина
Почетком 2009. године, Мајкл Аусијело из часописа Недељна забава рекао је да он и студији разговарају о могућности огранка процедуралне криминалистичке драме Злочиначки умови. Студијски продуцент Ед Бернеро потврдио је то откривајући да је „сигурно рећи да ће ускоро нешто бити“. Серија је имала потпуно нову глумачку поставу, са изузетком Кирстен Вангснес која је поновила своју улогу Пенелопе Гарсије. До краја 2010. године, редитељ је изабран, а избор глумаца је завршен. Објављено је да ће главну улогу играти Форест Витакер. Витакеров лик Семјуел „Сем“ „Куп“ Купер и његова екипа представљени су у 5. сезони серије Злочиначки умови. Ричард Шиф је имао повратну улогу директора ФБИ-ја Џека Фиклера.
Семјуел Купер и његова екипа поставили су сцену за огранак у 18. епизоди пете сезоне серије Злочиначки умови „Борба“ (7. април 2010). Овај приступ „пробне епизоде кроз задња врата“ коришћен је и за друге CBS-ове серије које су представљене у изворним серијама, као што су Место злочина: Мајами (2002–2012), Место злочина: Њујорк (2004–2013), Место злочина: Сајбер (2015–2016), Морнарички истражитељи: Лос Анђелес (2009–2023), Морнарички истражитељи: Њу Орлеанс (2014–2021) и ФБИ: Најтраженији (2020-2025). Злочиначки умови: Понашање осумњиченог је био прво отказивање огранака CBS-а, а Место злочина: Њујорк је уместо њега настављен са осмом сезоном.

## Улоге
- Форест Витакер као Семјуел Купер
- Џенин Гарофало као Бет Грифит
- Мајкл Кели као Џонатан Симс
- Бо Гарет као Ђина Ласејл
- Мет Рајан као Мик Росон
- Кирстен Вангснес као Пенелопи Гарсија

## Епизоде
| Сезона | Сезона | Епизоде | Емитовање         | Емитовање           |
| Сезона | Сезона | Епизоде | Почетак емитовања | Завршетак емитовања |
| ------ | ------ | ------- | ----------------- | ------------------- |
|        | Пробна | 1       | 7. април 2010.    | 7. април 2010.      |
|        | 1      | 13      | 16. фебруар 2011. | 25. мај 2011.       |

## Кућна издања
| ДВД издање                                                                                             | | | | |
| Појединости о комплету                                                                                 | Појединости о комплету                                                                                 | Посебни додаци | Посебни додаци | |
| - 13 епизода - 4 диска (само Регион 1) - Широки екран - Превод: Енглески - Енглески: Dolby Digital 5.1 | - 13 епизода - 4 диска (само Регион 1) - Широки екран - Превод: Енглески - Енглески: Dolby Digital 5.1 | - Алтернативна стварност: Нови Злочиначки умови - Унутар Црвене ћелије - Профилиста - Кућа лешева - Вољени - Пробна епизода из 5. сезоне Злочиначких умова: „Борба“ - Са снимања - Избрисане сцене | - Алтернативна стварност: Нови Злочиначки умови - Унутар Црвене ћелије - Профилиста - Кућа лешева - Вољени - Пробна епизода из 5. сезоне Злочиначких умова: „Борба“ - Са снимања - Избрисане сцене | - Алтернативна стварност: Нови Злочиначки умови - Унутар Црвене ћелије - Профилиста - Кућа лешева - Вољени - Пробна епизода из 5. сезоне Злочиначких умова: „Борба“ - Са снимања - Избрисане сцене |
| Датум ДВД издања                                                                                       | | | | |
| Регион 1                                                                                               | Регион 2                                                                                               | Регион 4 | | |
| 6. септембар 2011.                                                                                     | Није издато                                                                                            | Није издато | | |

## Гледаност
| Сезона | Термин      | Премијера         | Крај          | ТВ сезона | Место | Гледаоци (у милионима) |
| ------ | ----------- | ----------------- | ------------- | --------- | ----- | ---------------------- |
| 1      | Среда 22:00 | 16. фебруар 2011. | 25. мај 2011. | 2010–11   | 39    | 10.57                  |

## Пријем
На сајту Rotten Tomatoes, серија има укупну оцену од 42% на основу 11 позитивних и 15 негативних критичких рецензија. Консензус интернет-странице гласи: „Са заплетима који су и сулуди и предвидљиви, Злочиначки умови: Понашање осумњиченог постаје жртва претеране познатости публике.“

## Извори
1. ↑  https://web.archive.org/web/20101224080629/http://tvbythenumbers.zap2it.com/2010/12/21/cbs-mid-season-schedule-criminal-minds-si-wed-10p-mad-love-mon-830p-chaos-fri-8p-rules-moves-to-thu-830p/76359
2. ↑  https://deadline.com/2011/05/cbs-renews-csi-ny-cancels-criminal-minds-suspect-behavior-132909/
3. ↑  https://web.archive.org/web/20100223012612/http://www.buddytv.com/articles/criminal-minds/criminal-minds-spinoff-in-the-20981.aspx
4. ↑  https://web.archive.org/web/20100128003228/http://ausiellofiles.ew.com/2010/01/25/forest-whitaker-criminal-minds-spin-off/
5. ↑  https://web.archive.org/web/20100606172355/http://www.calgaryherald.com/entertainment/Criminal%2BMinds%2Bproves%2Bactor%2BMoore%2Bthan%2Bpretty%2Bface/2771698/story.html
6. ↑  https://www.tvguide.com/News/Schiff-Criminal-Minds-Spinoff-1021550.aspx?rss=news&partnerid=spi&profileid=05
7. ↑  http://www.cbspressexpress.com/div.php/cbs_entertainment/original/release?id=245&dpid=56&rid=24472
8. ↑  „Criminal Minds: Suspect Behavior - The DVD Edition”. Amazon. 6. 9. 2011. Приступљено 7. 8. 2016.
9. ↑  „2010–11 Season Broadcast Primetime Show Viewership Averages”. Tvbythenumbers.com. 1. 6. 2011. Архивирано из оригинала 4. 6. 2011. г. Приступљено 1. 6. 2011.
10. ↑  https://www.rottentomatoes.com/tv/criminal-minds-suspect-behavior/s01